# Carroll Valley
Carroll Valley é um distrito localizado no estado norte-americano de Pensilvânia, no Condado de Adams.

## Demografia
Segundo o censo norte-americano de 2000, a sua população era de 3291 habitantes.
Em 2006, foi estimada uma população de 3538, um aumento de 247 (7.5%).

## Geografia
De acordo com o United States Census Bureau tem uma área de
14,2 km², dos quais 14,0 km² cobertos por terra e 0,2 km² cobertos por água.

## Localidades na vizinhança
O diagrama seguinte representa as localidades num raio de 12 km ao redor de Carroll Valley.